# نادي هوبسي بولزلا لكرة السلة
نادي هوبسي بولزلا لكرة السلة هو فريق كرة سلة سلوفيني للمحترفين تأسس في سنة 1972. ينافس في الدوري السلوفيني لكرة السلة.

## الإنجازات
- الدوري السلوفيني لكرة السلة

- الوصافة (3): 1995، 1997، 1998

- كأس سلوفينيا لكرة السلة

- الفوز (1): 1996
- الوصافة (2): 1994، 1997

- الدوري السلوفيني لكرة السلة الدرجة الثانية

- الفوز (1): 2007
- الوصافة (1): 2006

## أبرز اللاعبين
من أبرز اللاعبين الذين لعبوا معه:
- بينو أودريه
- غوران جاجودنيك

## وصلات خارجية
- الموقع الرسمي